# Жаклін Ґеррудж
Жаклін Неттер, у шлюбах Неттер-Мінн-Ґеррудж (фр. Jacqueline Netter-Minne-Guerroudj; 27 квітня 1919 , Руан  — 18 січня 2015 , Алжир ) — французька політична діячка. Засуджена до смерти як співучасниця революціонера Фернана Іветона під час Алжирської війни. Врешті її не було страчено, частково завдяки кампанії від її імені, яку провадила філософиня та феміністка Симона де Бовуар.
Жаклін народилася 1919 року в Руані, в буржуазній родині. Прибула в Алжир 1948 року, тоді мала шлюб із П'єром Мінном, професором філософії. 1950 року одружилася з Абделькадером Ґерруджем (на прізвисько «Джилалі»), активіста Фронту національного визволення. 4 грудня 1957 року суд для неповнолітніх засудив до 7 років ув'язнення дочку Ґеррудж з її першого шлюбу, Данієль Мінн.
Померла Жаклін Ґеррудж 18 січня 2015 року в місті Алжирі.

## Публікації
- Des douars et des prisons (французькою) . Bouchene. 1993. Архів оригіналу за 10 листопада 2020. Процитовано 5 грудня 2020.